# Star Ocean: The Second Story
Star Ocean: The Second Story (яп. スターオーシャン セカンドストーリー Сута: О:сян Сэкандо Суто:ри:, Звёздный океан Вторая История) — японская ролевая игра с элементами экшена, вторая игра в серии Star Ocean. Игра была разработана студией tri-Ace для платформы PlayStation и издана Enix в Японии и Северной Америке, издателем в Европе выступил Sony Computer Entertainment. Игра вышла 30 июля 1998 года в Японии, 31 мая 1999 года в Северной Америке и 12 апреля 2000 года в Европе. Данная игра стала первой в серии выпущенной за пределами Японии.
На Square Enix party в 2007 году был анонсирован ремейк игры для PlayStation Portable получивший название Star Ocean: Second Evolution. Разработкой занималась японская студия TOSE. В ремейке использовался улучшенный движок, диалоги стали озвучены, появились анимационные ролики, созданные студией Production I.G, а также новые персонажи, песня «START» группы Scandal стала титульной. Ремейк увидел свет 2 апреля 2008 года в Японии, 19 января 2009 года в Северной Америке и 13 февраля 2009 года в Европе.

## Игровой процесс
Игра представляет собой японскую ролевую игру с видом сверху, игровой процесс не претерпел значительных изменений по сравнению с первой частью. В данной игре игроку предлагается выбор из двух персонажей, выбор персонажа влияет на сюжет и события которые увидит игрок. В игре представлено 13 игровых персонажей, но в группу игрока одновременно может войти только 8, из которых только 4 одновременно может участвовать в поединках. Персонажи присоединяются к группе игрока в результате действий игрока или наличия в группе других персонажей. Между различными сочетаниями персонажей в городах могут происходить различные взаимодействия, так называемые «индивидуальные действия» (англ. private actions), также наличие персонажей в группе влияет на игровую концовку. В игре 86 различных концовок.

## Сюжет
События игры разворачиваются через 20 лет после первой части. Адмирал Роникс Джей. Кенни даёт своему сыну Клоду фазер и берёт его на задание по изучению руин на планете Милокиния. Клод случайно открывает портал и оказывается на слабо развитой планете Экспел. На Экспеле он сразу же спасает девушку, Рену, от нападения монстра, использовав свой фазер. Рена принимает Клода за мифического рыцаря со световым мечом и ведёт к себе в деревню. Клод пытается найти способ выбраться с этой планеты, но единственным вариантом оказывается «колдовской шар» который упал на планету и генерирует опасных монстров истребляющих целые королевства. Рена решает отправиться с Клодом, поскольку она недавно узнала, что её родители ей не родные и она считает, что найдёт настоящих родственников если пойдёт с Клодом. Добраться до места падения шара оказывается не просто, но когда герои добираются они обнаруживают высокую башню с технологиями сильно превосходящими местные. Пока герои поднимаются вверх по башне к планете подлетает отец Клода на крейсере Кальнус ведь ему удалось отследить сигнал с передатчика Клода. Роникс телепортирует Клода на борт Кальнуса, но тот не рад возвращению. От Роникса Клод узнаёт, что на Экспел надвигается огромный шар энергии который уничтожит планету. Под предлогом прощания с друзьями Клод телепортируется назад в башню на Экспеле и выбрасывает свой передатчик. Дойдя до верха башни герои обнаруживают там десять людей другой расы, называющих себя десятью мудрецами. От них герои узнают, что Рена тоже относится к их расе, а уничтожение Экспела спланировано ими. Герои пытаются сражаться, но терпят поражение.
Тем временем мудрецы атакуют Кальнус из энергетической сферы и убивают отца Клода и весь остальной экипаж. Герои приходят в себя внутри того массива энергии который надвигался на Экспел и который оказался искусственно созданной планетой очень древней цивилизации. Герои узнают, что Экспел уничтожен, но есть способ вернуть его, но для этого нужно одолеть тех самых мудрецов, но для этого нужно особое оружие. Получив оружие и сумев пробраться в башню мудрецов, герои начинают побеждать их небольшими группами. Победив всех герои узнают, что вернуть назад на Экспел можно только несколько человек. Героев возвращают на Экспел, а все жители энергетической планеты погибают.

## Отзывы и продажи
| Сводный рейтинг       | Сводный рейтинг | Сводный рейтинг |
| Издание               | Оценка          | Оценка          |
| Издание               | PS              | PSP             |
| --------------------- | --------------- | --------------- |
| GameRankings          | 78,73 %         | 76,36 %         |
| Metacritic            | 80/100          | 75/100          |
| Иноязычные издания    |                 |                 |
| Издание               | Оценка          | Оценка          |
| Издание               | PS              | PSP             |
| Game Informer         | 7,5/10          | N/A             |
| GameSpot              | 8,3/10          | 7,5/10          |
| IGN                   | 8,8/10          | 8/10            |
| RPGFan                | 90/100          | 80/100          |
| Русскоязычные издания |                 |                 |
| Издание               | Оценка          | Оценка          |
| Издание               | PS              | PSP             |
| «Страна игр»          | N/A             | 7,5/10          |

Star Ocean: The Second Story имела коммерческий успех и разошлась тиражом 1,09 миллиона копий по всему миру, из которых более 700 000 копий было продано в Японии. Игра стала 13 самой продаваемой игрой в Японии в 1998 году. Тем не менее продажи в Америке были недостаточными, чтобы игра попала в категорию Greatest Hits.
На 30 ноября 2008 года ремейк игры разошёлся в количестве 141 218 копий в Японии, игра стала 90 самой продаваемой игрой 2008 года в Японии.